# Sollipulli
Sollipulli (pronúncia espanhola: [soʝiˈpuʝi]) é uma caldeira vulcânica dos Andes em Araucanía, Chile a 2282 metros de altitude.